# Римо-католицький костел (Маріуполь)
Римо-католицький костел Успіння Пресвятої Діви Марії  — церква, що була розташована на розі вулиці торгової  та Італійської  у місті Маріуполь в Україні, у складі російської Тираспольської єпархії . Костел освятили на Успіння Пресвятої Богородиці.. Зруйнований у 1930-х роках.

## Історія

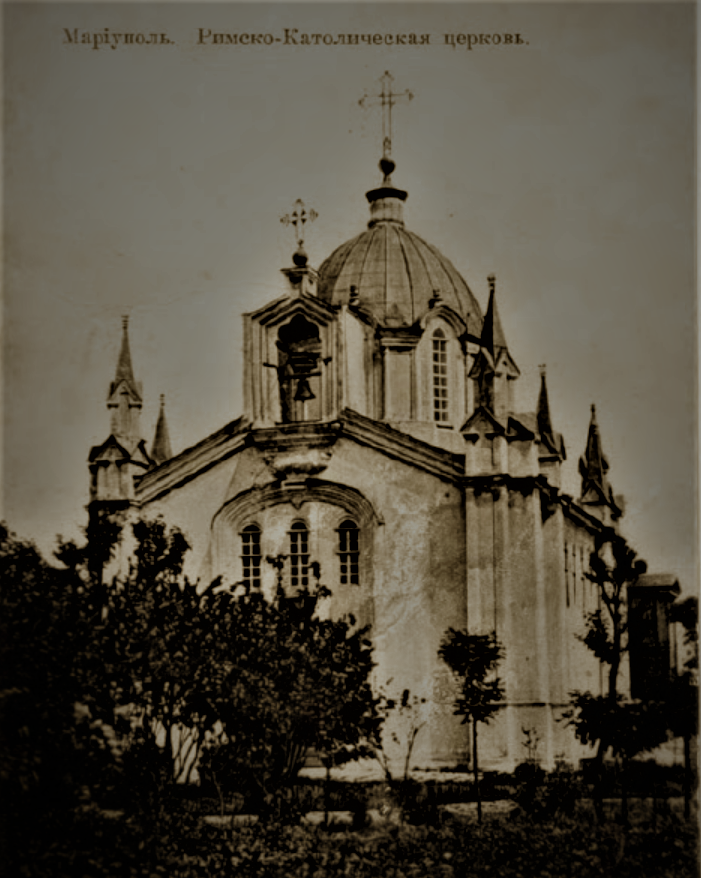
Маріуполь

Італійські католицькі поселення почалися в Маріуполі в 1820-х роках. Першими поселенцями були морські капітани, потім купці. 
Парафіяльна громада Італійської Церкви була заснована в 1853 році, після того, як там тривалий час проповідували священники з німецькомовних областей. Італійська громада отримала дозвіл на будівництво власної церкви від російського імператора Миколи I 15 листопада 1853 року в указі, підписаному в Гатчині. Таким чином у лютому 1854 року вдалося продовжити будівництво, яке спочатку розпочалося 5 листопада 1853 року. Фінансування будівництва стало можливим завдяки спонсорській допомозі італійських католиків, які активно торгували найбільше зерном, а також цитрусовими. У той час назва італійців також охоплювала південнослов'янське населення австрійського узбережжя Адріатичного моря. 
Початку проєкту та продовженню будівництва сприяли консул Італії в місті Гербуліні та бізнесмен Степан Мембелі.  Художник Архип Куїнджі брав участь в оформленні цегли, але його можна виключити як архітектора, оскільки йому на той час було 11 років. У зв'язку з Кримською війною торгівля хлібом припинилася і будівництво церкви було припинено. Подальше будівництво стало можливим завдяки великій пожертві італійського короля Вітторіо Емануїла II. Будівництво було завершено в 1860 році. Перше богослужіння відбулося 18 жовтня 1860 року, на якому був присутній єпископ Вінцентій Ліпський, єпископ-помічник Тираспольської римо-католицької єпархії.
Станом на 1919 рік церква мала 3500 парафіян, більшість з яких не були італійцями. 
Церква була знищена Радянським Союзом за закликом Союзу безбожників України, який належав до Ліги войовничих безбожників.  Як і православні храми та єврейська синагога в місті, католицький храм був пограбований і підірваний на початку 1930-х років.

## Дивіться також
- Церква Успіння Пресвятої Богородиці, Маріуполь (православна)